# 잘 설정된 문제
잘 설정된 문제(well-posed problem)은 잘못 설정된 문제(ill-posed problem)의 반의어로 정답이 유일하고 초기 조건에 따라 정답이 연속적으로 변하는 문제이다.
수학에서 잘 설정된 문제는 다음과 같은 속성을 갖는 문제이다.
1. 문제의 해가 존재한다.
2. 해가 유일하다.
3. 해는 초기 조건에 대해 연속적으로 변화한다.

전형적인 잘 설정된 문제의 예로는 라플라스 방정식의 디리클레 문제와 기 지정된 초기 조건이 있는 열 방정식이 있다. 이는 이러한 문제에 의해 모델링된 물리적 프로세스가 있다는 점에서 '자연스러운' 문제로 간주될 수 있다.
위의 의미에서 잘 설정되지 않은 문제를 잘못 설정되었다(ill-posed)고 한다. 역 문제는 종종 잘못 설정된 상태를 취한다. 예를 들어, 최종 데이터에서 이전 온도 분포를 추론하는 역열 방정식은 솔루션이 최종 데이터의 변화에 매우 민감하다는 점에서 잘 설정되지 않는다.
연속체 모델은 수치해를 얻기 위해 종종 이산화되어야 한다. 솔루션은 초기 조건에 대해 연속적일 수 있지만 유한 정밀도로 해결하거나 데이터 오류로 인해 수치적 불안정성이 발생할 수 있다.

## 같이 보기
- 조건수가 작은 well-conditioned problem
- 선조건자
- 잘 정의됨